# ФК Текногруп Уелшпул Таун
ФК Текногруп Уелшпул Таун (на английски: Technogroup Welshpool Town Football Club; на уелски: Clwb Pêl-droed Y Trallwng, Клуб Пеел-дройд Ъ Трахлунг) е уелски футболен клуб, базиран в едноименния град Уелшпул. Играе мачовете си на стадион Майс ъ Дре Рикриейшън Граунд. През сезон 2009-2010 г. изпада във второто ниво на уелския футбол Къмри Алианс.